# Palau de Santa Eulàlia
Palau de Santa Eulàlia est une commune d'Espagne dans la communauté autonome de Catalogne, province de Gérone, de la comarque d'Alt Empordà